# Büchenberg (Eichenzell)
Büchenberg ist ein Ortsteil der Gemeinde Eichenzell im osthessischen Landkreis Fulda, zu dem auch der Weiler Zillbach gehört.

## Geographie

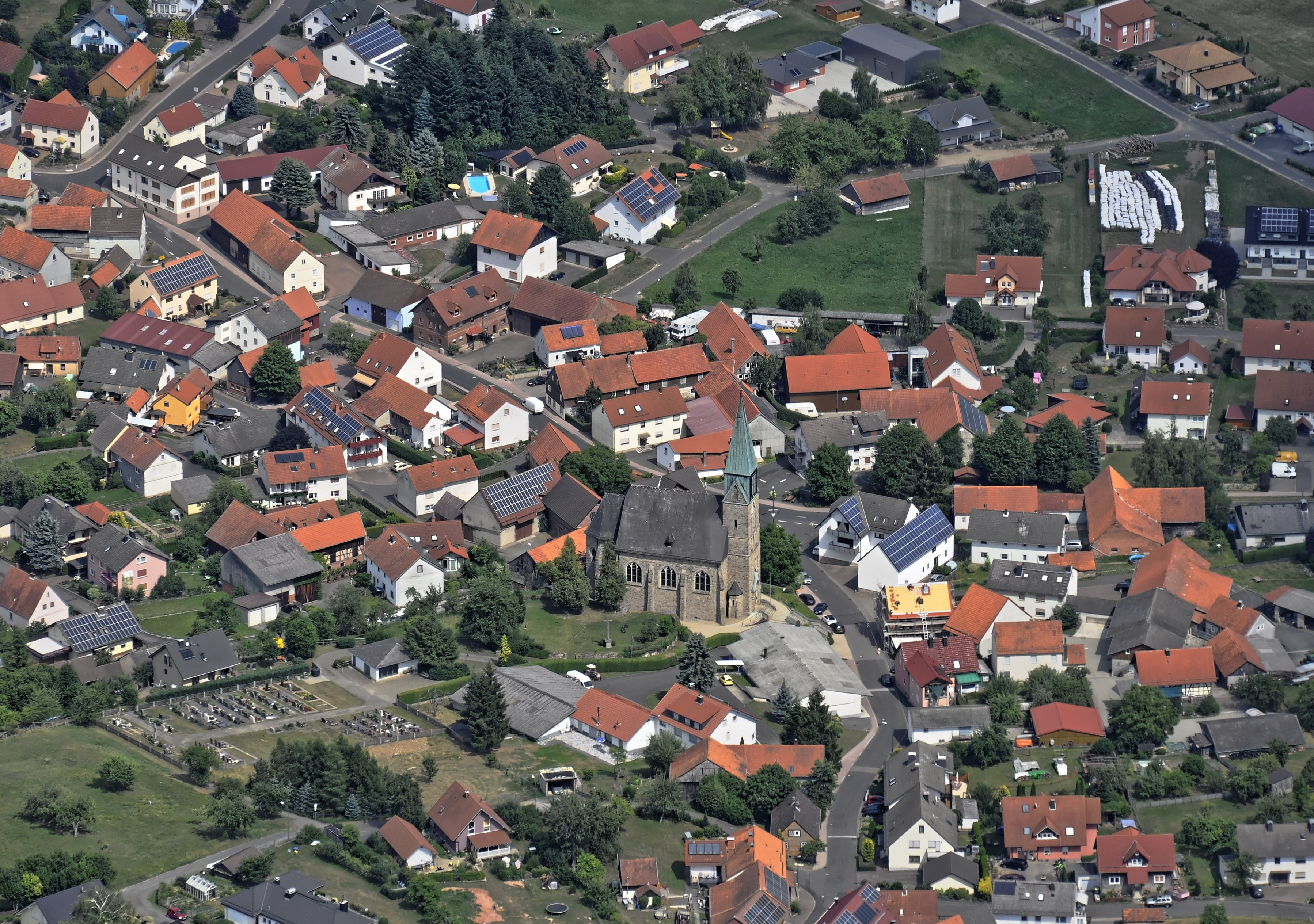
Der Ortskern mit der Kirche von oben

Büchenberg liegt in den westlichen Ausläufern der Rhön westlich von Döllbach. Durch den Ort verlaufen die Landesstraße 3430 und die Kreisstraße 69. Im Südwesten befindet als höchste Erhöhung in näherer Umgebung sich der Allmusküppel (504 m), dessen Name auf die ehemalige Funktion als Allmende hindeutet. Auf dem ebenfalls dem Dorf angrenzenden Heidkopf (459 m) befand sich ein keltisches Hügelgrab.

## Geschichte

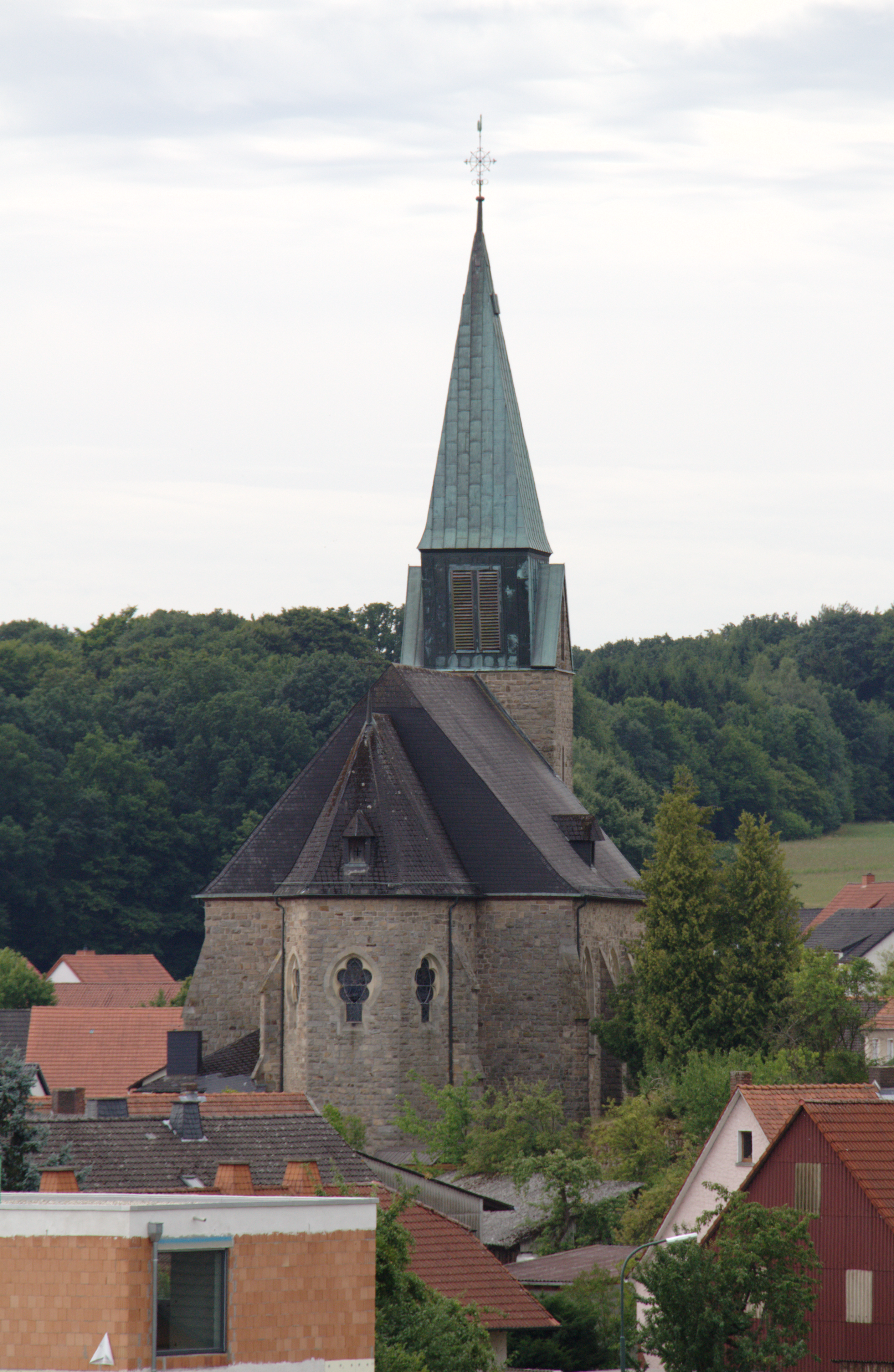
St. Jakobus-Kirche

### Ortsgeschichte
Die älteste bekannte schriftliche Erwähnung von Büchenberg erfolgte unter dem Namen Byochineberge in einer Urkunde König Heinrichs II. aus dem Jahre 1012, in der dem Kloster Fulda das Waldgebiet des Zunderhart geschenkt wurde. Der Weiler Zillbach wurde schon im Jahre 859 erwähnt. Im Türkensteuerregister der Fürstabtei Fulda aus 1605 ist der Ort unter den Namen Buhenbergk und Büchenbergk mit 55 Familien erwähnt.
Im Zuge der Gebietsreform in Hessen wurde zum 1. April 1970 auf freiwilliger Basis die Gemeinde Zillbach in die damals noch eigenständige Gemeinde Büchenberg eingemeindet. Zum 31. Dezember 1971 wurde dann die Gemeinde Büchenberg in die Gemeinde Eichenzell eingegliedert. Büchenberg und Zillbach wurden Ortsteile von Eichenzell. Für Büchenberg wurde, wie für die übrigen Ortsteile von Eichenzell, ein Ortsbezirk eingerichtet.
Die 1937 in Zillbach erbaute Kirche ist die einzige Fachwerkkirche im Landkreis Fulda.
Im Jahr 2012 feierte der Ort die tausendjährige Nennung, zu deren Anlass ein großes Dorffest veranstaltet und eine ausführliche Chronik geschrieben wurde.

### Verwaltungsgeschichte im Überblick
Die folgende Liste zeigt die Staaten und Verwaltungseinheiten, denen Büchenberg angehört(e):
- vor 1803: Heiliges Römisches Reich, Hochstift Fulda, Amt/Oberamt Neuhof
- 1803–1806: Heiliges Römisches Reich, Fürstentum Nassau-Oranien-Fulda, Fürstentum Fulda, Amt Neuhof
- 1806–1810: Kaiserreich Frankreich, Fürstentum Fulda (Militärverwaltung)
- 1810–1813: Großherzogtum Frankfurt, Departement Fulda, Distrikt Neuhof
- ab 1815: Kurfürstentum Hessen, Großherzogtum Fulda, Amt Neuhof[11]
- ab 1821/22: Kurfürstentum Hessen, Provinz Fulda, Kreis Fulda[12][Anm. 2]
- ab 1848: Kurfürstentum Hessen, Bezirk Fulda
- ab 1851: Kurfürstentum Hessen, Provinz Fulda, Kreis Fulda
- ab 1867: Königreich Preußen,[Anm. 3] Provinz Hessen-Nassau, Regierungsbezirk Kassel, Kreis Fulda
- ab 1871: Deutsches Reich, Königreich Preußen, Provinz Hessen-Nassau, Regierungsbezirk Kassel, Kreis Fulda
- ab 1918: Deutsches Reich, Freistaat Preußen, Provinz Hessen-Nassau, Regierungsbezirk Kassel, Kreis Fulda
- ab 1944: Deutsches Reich, Freistaat Preußen, Provinz Kurhessen, Landkreis Fulda
- ab 1945: Deutsches Reich, Amerikanische Besatzungszone,[Anm. 4] Groß-Hessen, Regierungsbezirk Kassel, Landkreis Fulda
- ab 1946: Deutsches Reich, Amerikanische Besatzungszone, Hessen, Regierungsbezirk Kassel, Landkreis Fulda
- ab 1949: Bundesrepublik Deutschland, Hessen, Regierungsbezirk Kassel, Landkreis Fulda
- ab 1970: Bundesrepublik Deutschland, Hessen, Regierungsbezirk Kassel, Landkreis Fulda, Gemeinde Eichenzell[Anm. 5]

## Bevölkerung

### Einwohnerstruktur 2011
Nach den Erhebungen des Zensus 2011 lebten am Stichtag dem 9. Mai 2011 in Büchenberg 903 Einwohner. Darunter waren 18 (1,9 %) Ausländer.
Nach dem Lebensalter waren 195 Einwohner unter 18 Jahren, 405 zwischen 18 und 49, 168 zwischen 50 und 64 und 135 Einwohner waren älter. Die Einwohner lebten in 360 Haushalten. Davon waren 99 Singlehaushalte, 96 Paare ohne Kinder und 138 Paare mit Kindern, sowie 27 Alleinerziehende und 3 Wohngemeinschaften. In 60 Haushalten lebten ausschließlich Senioren und in 264 Haushaltungen lebten keine Senioren.

### Einwohnerentwicklung
| • 1812: | 42 Feuerstellen, 372 Seelen |

| Büchenberg: Einwohnerzahlen von 1812 bis 2022 | Büchenberg: Einwohnerzahlen von 1812 bis 2022 | Büchenberg: Einwohnerzahlen von 1812 bis 2022 | Büchenberg: Einwohnerzahlen von 1812 bis 2022 | Büchenberg: Einwohnerzahlen von 1812 bis 2022 |
| --- | --------------------------------------------- | --------------------------------------------- | --------------------------------------------- | --------------------------------------------- |
| Jahr |                                               |                                               |                                               | Einwohner                                     |
| 1812 | 1812                                          |                                               | 372                                           | 372                                           |
| 1834 | 1834                                          |                                               | 426                                           | 426                                           |
| 1840 | 1840                                          |                                               | 404                                           | 404                                           |
| 1846 | 1846                                          |                                               | 418                                           | 418                                           |
| 1852 | 1852                                          |                                               | 415                                           | 415                                           |
| 1858 | 1858                                          |                                               | 425                                           | 425                                           |
| 1864 | 1864                                          |                                               | 421                                           | 421                                           |
| 1871 | 1871                                          |                                               | 391                                           | 391                                           |
| 1875 | 1875                                          |                                               | 385                                           | 385                                           |
| 1885 | 1885                                          |                                               | 373                                           | 373                                           |
| 1895 | 1895                                          |                                               | 322                                           | 322                                           |
| 1905 | 1905                                          |                                               | 370                                           | 370                                           |
| 1910 | 1910                                          |                                               | 399                                           | 399                                           |
| 1925 | 1925                                          |                                               | 389                                           | 389                                           |
| 1939 | 1939                                          |                                               | 390                                           | 390                                           |
| 1946 | 1946                                          |                                               | 571                                           | 571                                           |
| 1950 | 1950                                          |                                               | 559                                           | 559                                           |
| 1956 | 1956                                          |                                               | 522                                           | 522                                           |
| 1961 | 1961                                          |                                               | 502                                           | 502                                           |
| 1967 | 1967                                          |                                               | 518                                           | 518                                           |
| 1970 | 1970                                          |                                               | 617                                           | 617                                           |
| 1980 | 1980                                          |                                               | ?                                             | ?                                             |
| 1990 | 1990                                          |                                               | ?                                             | ?                                             |
| 1996 | 1996                                          |                                               | 894                                           | 894                                           |
| 2000 | 2000                                          |                                               | 992                                           | 992                                           |
| 2005 | 2005                                          |                                               | 980                                           | 980                                           |
| 2011 | 2011                                          |                                               | 903                                           | 903                                           |
| 2016 | 2016                                          |                                               | 922                                           | 922                                           |
| 2020 | 2020                                          |                                               | 924                                           | 924                                           |
| 2022 | 2022                                          |                                               | 942                                           | 942                                           |
| Datenquelle: Historisches Gemeindeverzeichnis für Hessen: Die Bevölkerung der Gemeinden 1834 bis 1967. Wiesbaden: Hessisches Statistisches Landesamt, 1968. Weitere Quellen: LAGIS; Gemeinde Eichenzell; Zensus 2011 |                                               |                                               |                                               |                                               |

### Historische Religionszugehörigkeit
| • 1885: | 373 katholische (= 100 %) Einwohner                               |
| • 1961: | 33 evangelische (= 6,57 %), 468 katholische (= 93,23 %) Einwohner |

## Politik
Für den Ortsteil Büchenberg  besteht ein Ortsbezirk (Gebiete der ehemaligen Gemeinden Büchenberg und Zillbach) mit Ortsbeirat und Ortsvorsteher nach der Hessischen Gemeindeordnung.
Der Ortsbeirat besteht aus sieben Mitgliedern. Bei den Kommunalwahlen in Hessen 2021 betrug die Wahlbeteiligung zum Ortsbeirat 66,58 %. Dabei wurden gewählt: zwei Mitglieder der SPD und fünf Mitglieder der CDU. Der Ortsbeirat wählte Hubert Aha (CDU) zum Ortsvorsteher.

## Infrastruktur
Im Ort gibt es eine im Jahr 1921 gegründete Freiwillige Feuerwehr mit Jugendfeuerwehr und Kinderfeuerwehr (wobei das erste Spritzenhaus bereits 1829 existierte), den Musikverein "Allmusklänge" (gegr. 1976), die Sportgemeinschaft (gegr. 1921) mit Fußball-, Gymnastik- und Tischtennisabteilung, einen Karnevalsverein seit 1973 mit jährlich wechselnden Prinzen sowie einen Singverein.
Daneben gibt es eine Katholische Kindertagesstätte sowie ein Bürgerhaus mit Bücherei und ein 2021 neu gebautes Feuerwehrhaus.
Die katholische Kirche St. Jakobus wurde im Jahre 1909 gebaut und geweiht. Jetziger Pfarrer (2021) ist John Roy Vechuvettickal.